# Ipomoea venosa
Ipomoea venosa är en vindeväxtart. Ipomoea venosa ingår i släktet praktvindor, och familjen vindeväxter.

## Underarter
Arten delas in i följande underarter:
- I. v. stellaris
- I. v. venosa
- I. v. obtusifolia